# Potentilla parvula
Potentilla parvula är en rosväxtart som beskrevs av Joseph Dalton Hooker och Otto Stapf. Potentilla parvula ingår i Fingerörtssläktet som ingår i familjen rosväxter. Inga underarter finns listade i Catalogue of Life.